# Neoechinorhynchus ovale
Neoechinorhynchus ovale är en hakmaskart som beskrevs av R.C. Tripathi 1959. Neoechinorhynchus ovale ingår i släktet Neoechinorhynchus och familjen Neoechinorhynchidae. Inga underarter finns listade i Catalogue of Life.